# Dawa karrinyupae
Dawa karrinyupae är en insektsart som beskrevs av Williams 1985. Dawa karrinyupae ingår i släktet Dawa och familjen ullsköldlöss. Inga underarter finns listade i Catalogue of Life.